# Lola 8
Il Lola 8 era un computer sviluppato dal Ivo Lola Ribar Institute nella Repubblica Socialista di Serbia nel 1982 e messo in vendita nel 1985. L'obiettivo del produttore era quello di creare una macchina adatta all'impiego come macchina a controllo numerico.
Inizialmente progettato come controller industriale il Lola 8 era dotato di una tastiera completamente ortogonale.
La versione successiva chiamata modello 8A usava invece una tastiera standard e fu impiegato in un certo numero di scuole come computer ad uso didattico.

## Specifiche
- CPU: Intel 8085
- ROM: 8 kB, contenente il linguaggio BASIC
- RAM: 16 KB
- Memoria di Massa: registratore a cassette
- Porte I/O: interfaccia per registratore a cassette, uscita video RF e composita. Connettore di espansione.